# Chuelles
Chuelles est une commune française du Gâtinais, située dans le département du Loiret en région Centre-Val de Loire.

## Géographie

### Situation
La commune de Chuelles se trouve dans le quadrant nord-est du département du Loiret, dans la région agricole du Gâtinais pauvre. À vol d'oiseau, elle se situe à 79,6 km  d'Orléans, préfecture du département, à 16,4 km de Montargis, sous-préfecture, et à 8,1 km de Château-Renard, ancien chef-lieu du canton dont dépendait la commune avant mars 2015. La commune fait partie du bassin de vie de Courtenay dont elle est éloignée de 8,0 km.
Les communes les plus proches sont : La Selle-en-Hermoy (5,4 km), Chantecoq (5,5 km), Thorailles (5,6 km), Saint-Firmin-des-Bois (5,6 km), Courtemaux (5,7 km), Saint-Hilaire-les-Andrésis (6,5 km), Triguères (7 km), Saint-Loup-de-Gonois (7,1 km), Louzouer (7,4 km), Courtenay (8 km) et Château-Renard (8,1 km). Plus loin, on trouve Sens à 37 km au nord-est et Montargis à 20 km à l'ouest.
En plus de sa mairie et son église, le bourg possède des commerces de proximité essentiels : un boulanger-pâtissier, une épicerie, un bar, une annexe postale, deux garages réparations autos, un cabinet d'infirmier et une école élémentaire.

### Paysage
Le village de Chuelles est situé sur un plateau calcaire très caillouteux fait de (silex), les terres agricoles sont plus ou moins arides, longtemps connues pour l'élevage du mouton, contrairement aux localités des vallées qui l'entourent, où les bovins étaient l'élevage principal.
De nombreux petits puits de pétrole parsèment le paysage. Il y a une petite station pétrolière sur la D 35 au sud du bourg.

### Géologie et relief

#### Géologie
La commune se situe dans le sud du Bassin parisien, le plus grand des trois bassins sédimentaires français. Cette vaste dépression, occupée dans le passé par des mers peu profondes et des lacs, a été comblée, au fur et à mesure que son socle s’affaissait, par des sables et des argiles, issus de l’érosion des reliefs alentours, ainsi que des calcaires d’origine biologique, formant ainsi une succession de couches géologiques.
Les couches affleurantes sur le territoire communal sont constituées de formations superficielles du Quaternaire et de roches sédimentaires datant du Cénozoïque, l'ère géologique la plus récente sur l'échelle des temps géologiques, débutant il y a 66 millions d'années, et du Mésozoïque, anciennement appelé Ère secondaire, qui s'étend de −252,2 à −66,0 Ma. La formation la plus ancienne est de la craie blanche à silex remontant à la période Crétacé. La formation la plus récente est des alluvions et colluvions du fond des vallées secondaires remontant à l’époque Holocène de la période Quaternaire. Le descriptif de ces couches est détaillé dans  la feuille « n°366 - Courtenay » de la carte géologique au 1/50 000ème du département du Loiret, et sa notice associée.

Carte géologique de la commune

|  | FC : | alluvions et colluvions du fond des vallées secondaires, Holocène |

|  | qCS : | colluvions à silex de versant, Quaternaires |
|  | qOE : | Limons et Loess, Quaternaire                |

|  | e4PN : | poudingue de Nemours, Paléocène-Éocène inférieur |

|  | e1-4Rc : | complexe argilo-sableux à silex = argiles à silex, Paléocène-Éocène inférieur |

|  | c4Cr : | craie blanche à silex, Santonien |

#### Relief
La superficie cadastrale de la commune publiée par l’Insee, qui sert de références dans toutes les statistiques, est de 30,82 km2,. La superficie géographique, issue de la BD Topo, composante du Référentiel à grande échelle produit par l'IGN, est quant à elle de 30,93 km2. Son relief est relativement plat puisque la dénivelée maximale atteint 43 mètres. L'altitude du territoire varie entre 138 m et 181 m.

### Hydrographie
Le ru de la Vallée-Saint-Jacques, petit affluent en rive droite de la Cléry elle-même affluent de l'Yonne, prend naissance sur la commune au nord du bourg, vers les Davids, et coule vers le nord pour confluer à Chantecoq. C'est un cours d'eau saisonnier pour l'essentiel de son parcours. Aucun cours d'eau permanent n'arrose la commune.

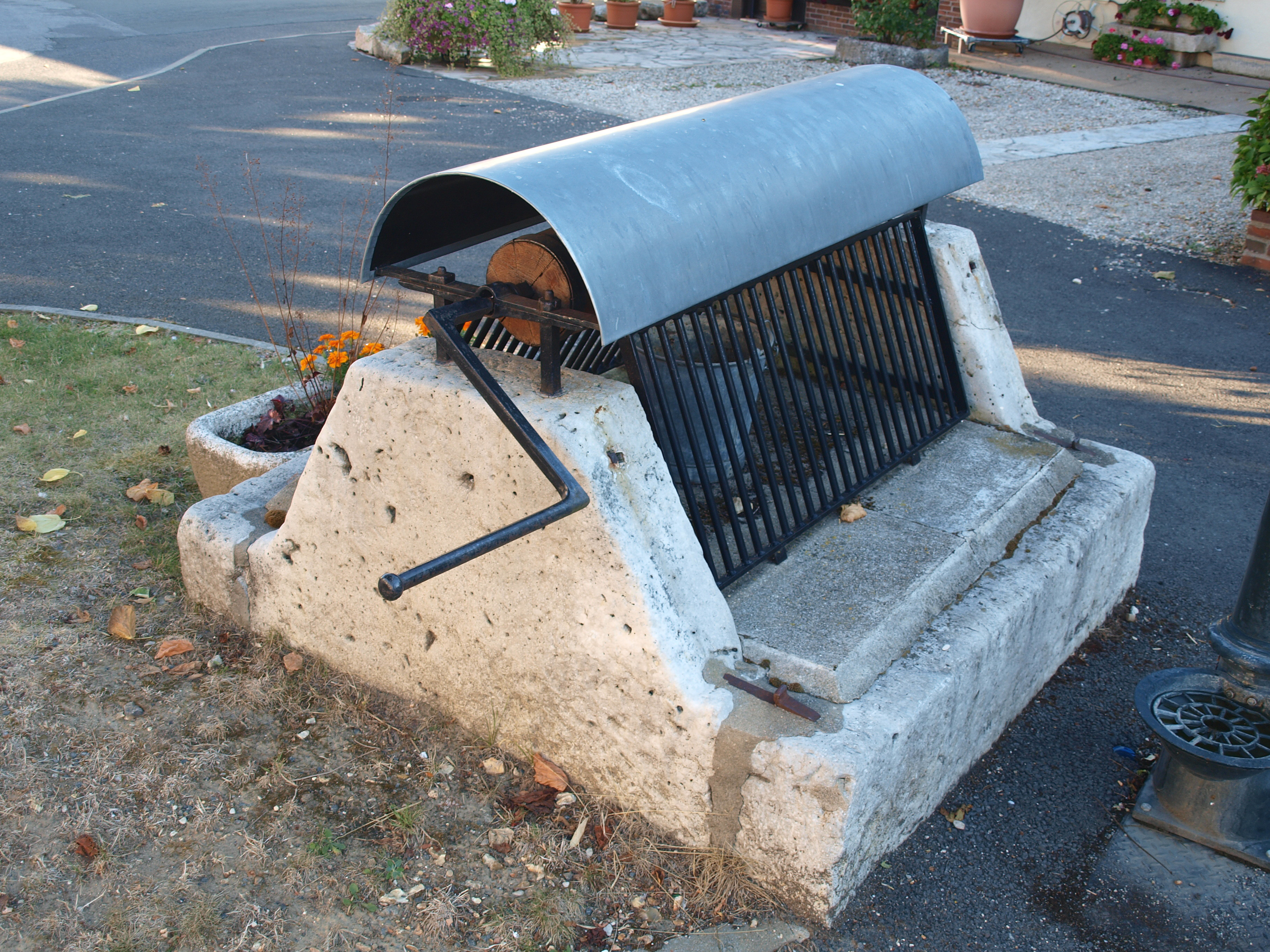
Puits dans le bourg
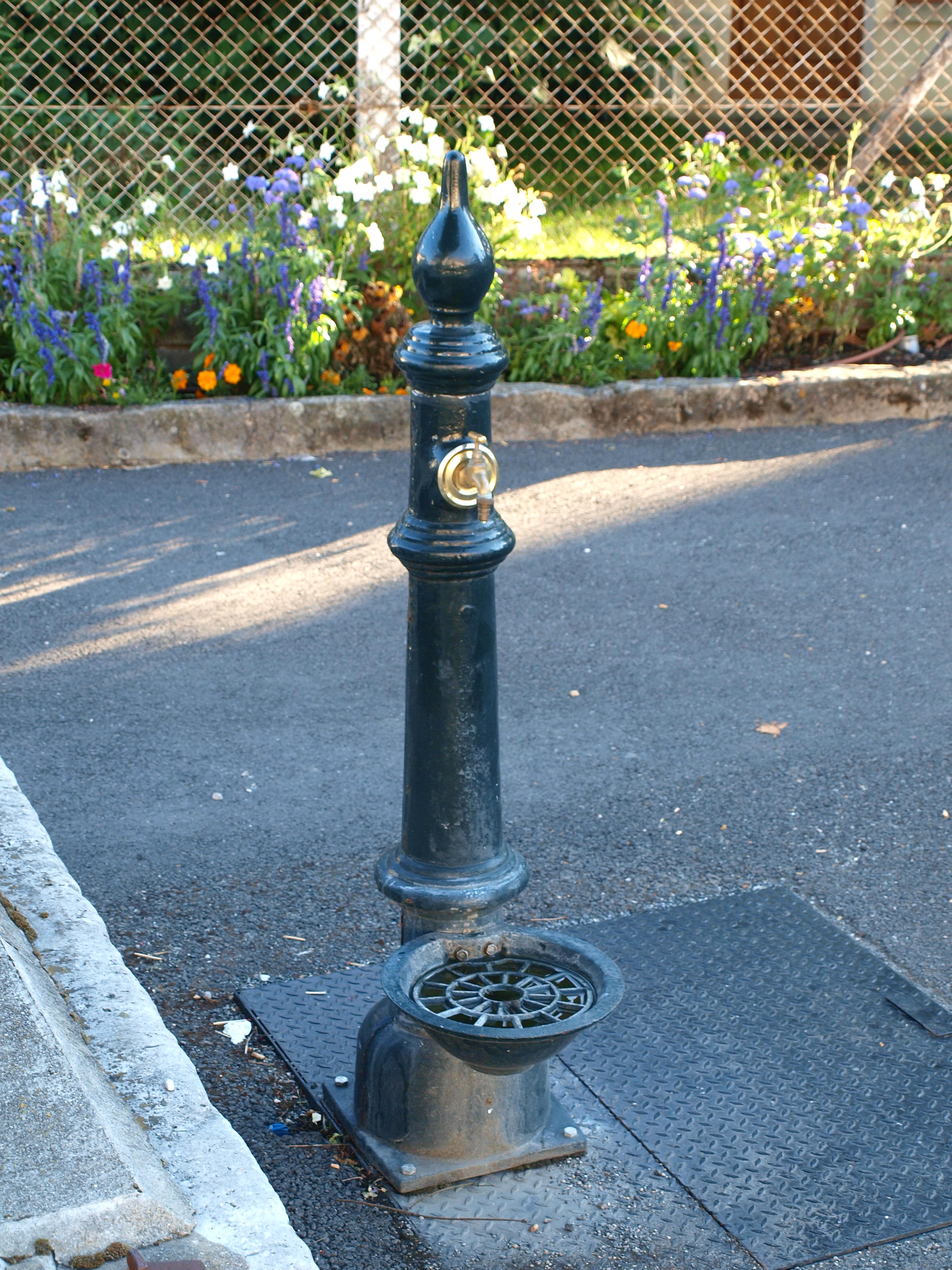
Fontaine dans le bourg

### Lieux-dits et écarts
La commune comprend un grand nombre de hameaux, lieux-dits et fermes isolées, ainsi que des lotissements modernes de maisons individuelles isolés en pleine nature (la Boulassière avec une centaine de maisons dans les bois sur la route de Saint-Firmin, le Bois des Dodinets ou le Bois du Verger sur la route de Château-Renard, et d'autres). La campagne est donc sillonnée par de nombreuses petites routes formant un réseau très intriqué, dont un certain nombre ne servent qu'à desservir cet habitat dispersé - par exemple la petite route dans l'ouest de la commune qui forme une boucle de 4 km entre la D 35 en direction de La Selle-en-Hermoy à la D 37 en direction de Château-Renard  est la seule voie de desserte pour les neuf hameaux et un puits de pétrole.
Les lieux-dits suivis d'un astérisque sont situés à l'écart de la route indiquée.
A
- Les Argentats*,        Boucle de la D 35 dir. La Selle à la D 37 dir. Chrd

B
- La Barellerie,         Rte de Montcorbon
- Le Beau Marchais*,     Boucle de la D 35 dir. La Selle à la D 37 dir. Chrd
- La Belle Étoile*,      D 35 (Rte de La Selle)
- Les Bellerets,         D 35 (Rte de Douchy)
- Les Bernardins*,       Rte de Courtemaux
- La Bissaugerie*,       Rte secondaire Chrd - Courtenay
- La Blênerie,           D 162
- Les Blonds*,           D 37 (Rte de Chrd)
- Le Bois des Dodinets,  D 37 (Rte de Chrd)
- Le Bois du Verger,     D 37 (Rte de Chrd)
- Les Bondons*,          Rte des Garniers
- Le Bouchy*,            Boucle de la D35 dir. La Selle à la D 37 dir. Chrd
- La Boulassière,        D 163 (Rte de Saint-Firmin)
- La Bourdinerie*,       Rte secondaire Chrd - Courtenay
- La Bouzie*,            D 35 (Rte de La Selle)
- Les Boyers,            Rte secondaire Chrd - Courtenay

C
- Les Carrats,           Rte de Triguères
- Les Carrés,            Rte de Montcorbon
- La Carroterie,         D 37 (Rte de Chrd)
- La Chaise,             Rte de Courtemaux
- Les Chambaults*,       Boucle de la D35 dir. La Selle à la D 37 dir. Chrd
- Le Chateau*,           D 37 (Rte de Courtenay)
- La Châtonnerie,        Boucle nord de la rte secondaire Courtenay-Chrd à la D 35
- La Chaume (en partie), Boucle sud de la rte secondaire Courtenay-Chrd à la D 35
- La Chaussonnerie,      Rte de Triguères
- Chicamour,             D 37 (Rte de Chrd)
- La Compinerie,         Rte de Montcorbon
- Les Compains,          Rte de Montcorbon
- Les Comtes*,           Rte des Garniers

D
- Les Davids,            D 37 (Rte de Courtenay)
- Les Dingeons,          D 162
- La Dolenterie,         Boucle de la D35 dir. La Selle à la D 37 dir. Chrd
- Les Dreux*,            D 35 (Rte de Douchy)
- La Duranterie,         Rte des Garniers

F
- La Fauchetterie,       Rte des Garniers
- Les Fouets,            Rte de Montcorbon

G
- Les Garniers,          Rte des Garniers
- Les Gibards*,          D 37 (Rte de Courtenay)
- Les Glandons*,         Boucle sud de la rte secondaire Courtenay-Chrd à la D 35
- Les Gonguets*,         Rte des Garniers
- Les Grands Buissons,   Boucle nord de la rte secondaire Courtenay-Chrd à la D 35
- Les Grands Chaillots*, Rte de Louzouer par Thorailles
- Les Grands Pressoirs*, Rte de Louzouer par Thorailles
- Les Guilles,           Boucle de la D 35 dir. La Selle à la D 37 dir. Chrd

H
- La Hallebarderie*,     Rte de Montcorbon
- Les Hameaux,           Rte secondaire Chrd - Courtenay
- Les Hirlais*,          Rte de Courtemaux
- La Hure*,              Rte de Montcorbon

J
- La Jacquetterie,       Boucle nord de la rte secondaire Courtenay-Chrd à la D 35

L
- La Lentillerie,        Rte de Louzouer par Thorailles
- Les Logues,            Rte secondaire Chrd - Courtenay
- Les Lucas,             D 37 (Rte de Chrd)

M
- La Maladrerie,         Rte secondaire Chrd - Courtenay
- Le Marché de la Vaisselle, D 186 (Rte de Chantecoq)
- La Milonnerie,         D 37 (Rte de Chrd)
- Les Mareaux,           Rte secondaire Chrd - Courtenay
- Le Moulin à Vent,      D 37 (Rte de Chrd)

N
- Les Noiraults*,        D 37 (Rte de Courtenay)

P
- Les Pages,             Rte de Montcorbon
- Les Ptits Buissons, Boucle nord de la rte secondaire Courtenay-Chrd à la D 35
- Les Ptits Chaillots, Boucle de la D35 dir. La Selle à la D 37 dir. Chrd
- La Philippoterie,      D 162
- Les Plets*,            D 35 (Rte de Douchy)

R
- Les Rousselets,        Boucle de la D 35 dir. La Selle à la D 37 dir. Chrd

S
- Les Sabards*,          Rte des Garniers
- Les Séguins*,          Rte de Louzouer par Thorailles

T
- La Tournerie*,         Boucle de la D35 dir. La Selle à la D 37 dir. Chrd
- Le Trente Arpents*,    Rte de Triguères

- Il est à noter que le hameau dit la Gare de Chuelles est sur la commune de Triguères et non celle de Chuelles.

### Climat
Pour des articles plus généraux, voir Climat du Centre-Val de Loire et Climat du Loiret.
En 2010, le climat de la commune est de type climat océanique dégradé des plaines du Centre et du Nord, selon une étude du CNRS s'appuyant sur une série de données couvrant la période 1971-2000. En 2020, Météo-France publie une typologie des climats de la France métropolitaine dans laquelle la commune est exposée à un climat océanique altéré et est dans la région climatique Nord-est du bassin Parisien, caractérisée par un ensoleillement médiocre, une pluviométrie moyenne régulièrement répartie au cours de l’année et un hiver froid (3 °C).
Pour la période 1971-2000, la température annuelle moyenne est de 10,8 °C, avec une amplitude thermique annuelle de 15,5 °C. Le cumul annuel moyen de précipitations est de 732 mm, avec 11,6 jours de précipitations en janvier et 7,4 jours en juillet. Pour la période 1991-2020, la température moyenne annuelle observée sur la station météorologique de Météo-France la plus proche, « Savigny/clairis », sur la commune de Savigny-sur-Clairis à 13 km à vol d'oiseau, est de 11,3 °C et le cumul annuel moyen de précipitations est de 732,3 mm,. Pour l'avenir, les paramètres climatiques de la commune estimés pour 2050 selon différents scénarios d'émission de gaz à effet de serre sont consultables sur un site dédié publié par Météo-France en novembre 2022.

### Milieux naturels et biodiversité
L’inventaire des zones naturelles d'intérêt écologique, faunistique et floristique (ZNIEFF) a pour objectif de réaliser une couverture des zones les plus intéressantes sur le plan écologique, essentiellement dans la perspective d’améliorer la connaissance du patrimoine naturel national et de fournir aux différents décideurs un outil d’aide à la prise en compte de l’environnement dans l’aménagement du territoire. Le territoire communal de Chuelles ne comprend pas de ZNIEFF.

## Toponymie
Le nom de la commune de Chuelles a probablement un lien avec l'élevage de mouton qui resta longtemps l'activité principale du plateau de l'Hermois, ce jusqu'aux désastres de la guerre de Cent Ans.
Les noms connus sont passés de Caullae gallo-romain à Caulta, Cholta, francisé en Chauloi, puis Choile et Chuelles - désignant originellement la barrière d’un parc à mouton.

## Histoire
Les habitants préhistoriques de la commune y ont laissé au moins un mégalithe pour trace de leur occupation, à la Duranterie. Cf. Monuments
Entre le 29 janvier et le 8 février 1939, plus de 2 800 réfugiés espagnols fuyant l'effondrement de la république espagnole devant les troupes de Franco, arrivent dans le Loiret. Devant l'insuffisance des structures d'accueil d’Orléans, 46 centres d’accueil ruraux sont ouverts, dont un à Chuelles. Les réfugiés, essentiellement des femmes et des enfants (les hommes sont désarmés et retenus dans le Sud de la France), sont soumis à une quarantaine stricte, vaccinés, le courrier est limité, et le ravitaillement, s'il est peu varié et cuisiné à la française, est cependant assuré. Une partie des réfugiés rentrent en Espagne, incités par le gouvernement français qui facilite les conditions du retour, ceux préférant rester sont regroupés au camp de la verrerie des Aydes, à Fleury-les-Aubrais.

### Héraldique
| Blason de Chuelles | Les armes de Chuelles se blasonnent ainsi : Écartelé : au premier et au quatrième d'or aux trois étoiles de quatre rais de gueules posées et rangées en barre, au deuxième de sinople au baril couché d'argent, au troisième de sinople au mouton arrêté d'argent. |

## Urbanisme

### Typologie
Au 1er janvier 2024, Chuelles est catégorisée commune rurale à habitat dispersé, selon la nouvelle grille communale de densité à sept niveaux définie par l'Insee en 2022.
Elle est située hors unité urbaine et hors attraction des villes,.

### Occupation des sols
L'occupation des sols de la commune, telle qu'elle ressort de la base de données européenne d’occupation biophysique des sols Corine Land Cover (CLC), est marquée par l'importance des territoires agricoles (90,6 % en 2018), une proportion sensiblement équivalente à celle de 1990 (90,9 %). La répartition détaillée en 2018 est la suivante : 
terres arables (85,5 %), forêts (5,7 %), zones agricoles hétérogènes (5,1 %), zones urbanisées (3,7 %).
L'évolution de l’occupation des sols de la commune et de ses infrastructures peut être observée sur les différentes représentations cartographiques du territoire : la carte de Cassini (XVIIIe siècle), la carte d'état-major (1820-1866) et les cartes ou photos aériennes de l'IGN pour la période actuelle (1950 à aujourd'hui).

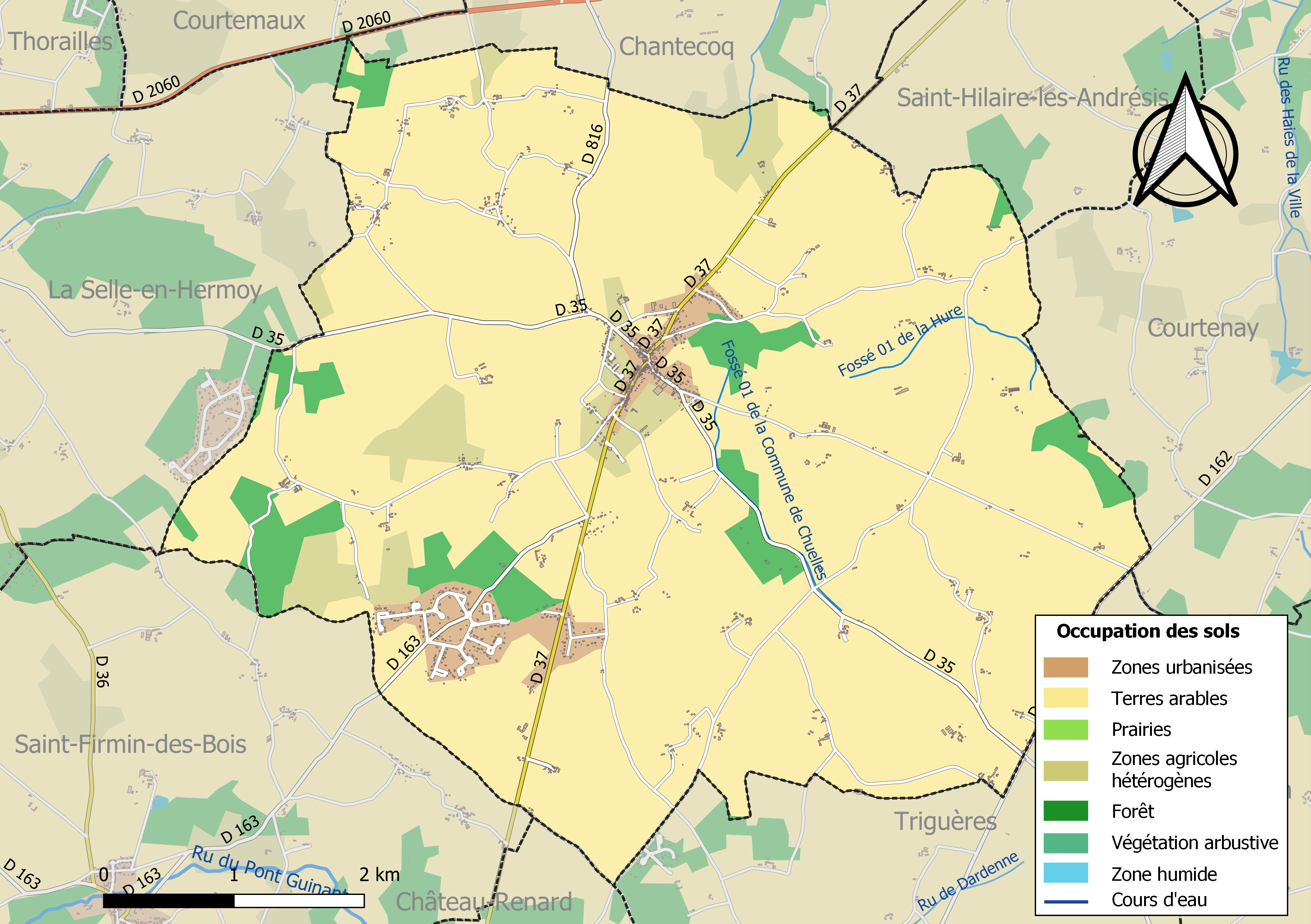
Carte des infrastructures et de l'occupation des sols de la commune en 2018 (CLC).
Carte orthophotographique de la commune en 2016.

### Planification
Le conseil municipal prescrit l'élaboration d'une carte communale le 23 février 2004. Après une enquête publique qui se déroule du 15 novembre au 15 décembre 2005, le document est approuvé le 21 février 2006. Une révision du document est approuvée le 28 octobre 2011.

### Voies de communication et transports

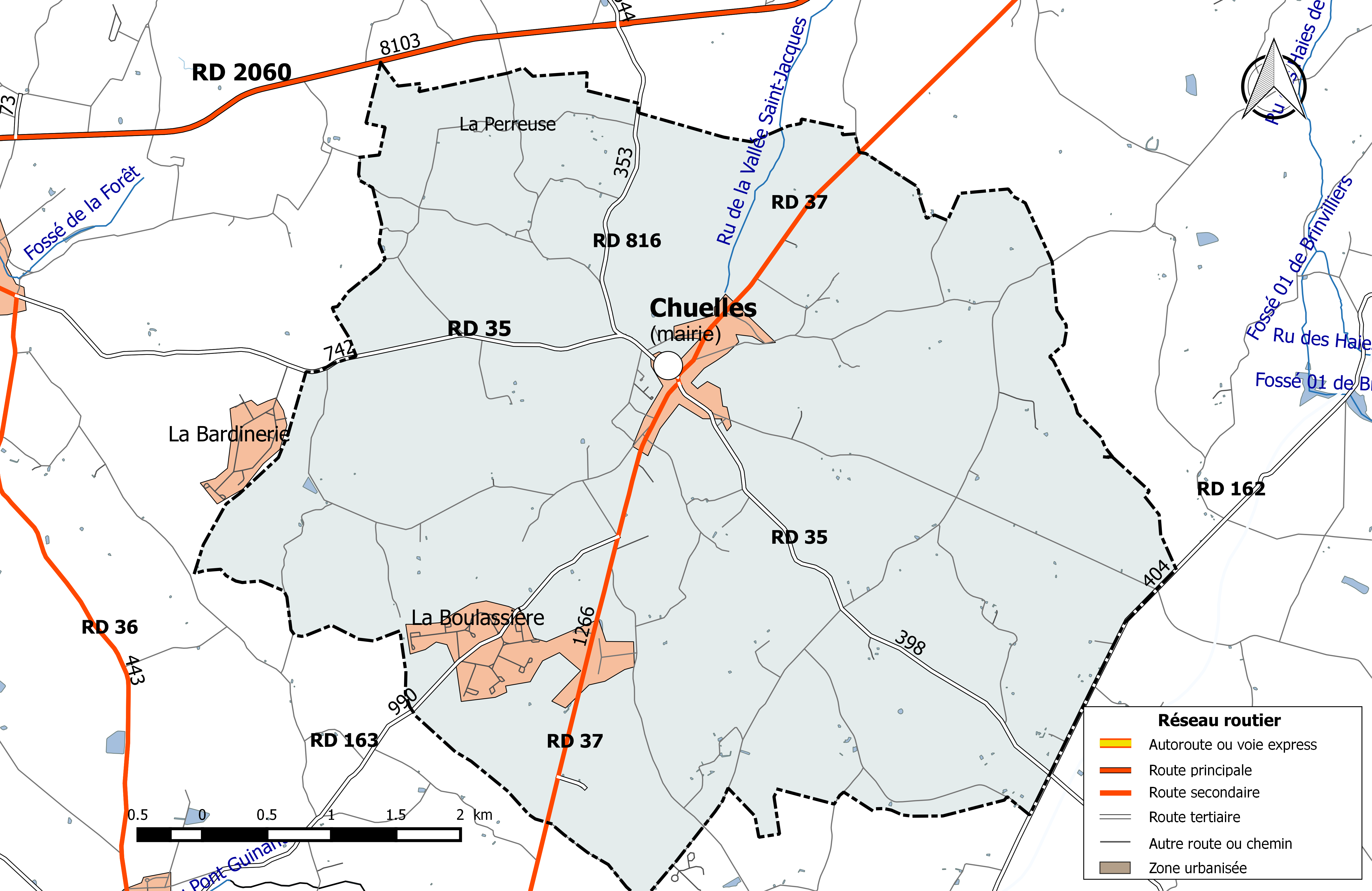
Réseau routier principal de la commune de Chuelles (avec indication du trafic routier 2014).

#### Infrastructures routières

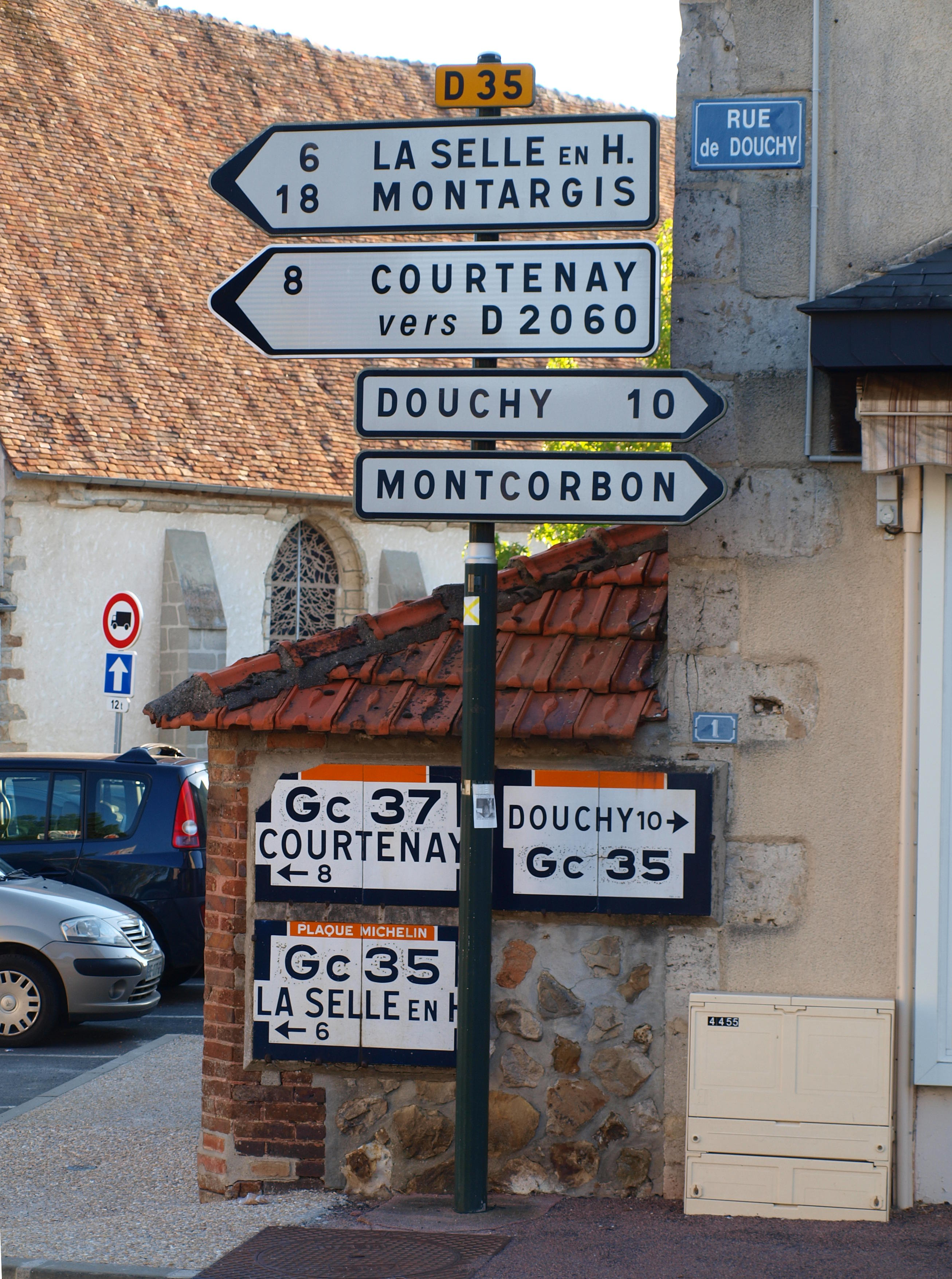
Chuelles, panneaux de directions dans un
carrefour rural, rue de Douchy.

Le village est traversé par deux petites départementales : la D 35 de direction générale sud-est / nord-ouest allant de Douchy à La Selle-en-Hermoy et Ferrières-en-Gâtinais au-delà ; et la D37 allant de Courtenay au nord-est à Château-Renard au sud. 
La N 60 de Montargis à Courtenay, et au-delà d'Orléans à Sens, passe au coin nord-ouest de la commune. 
Par ailleurs l'ancienne voie antique (pré-romaine) passant par Triguères pour relier la Loire à Sens et au-delà, maintenant la D 162 de Triguères à Courtenay, sert de limite sud-est de commune avec celle de Triguères sur environ 2,2 km.
La D 816 part du village vers le nord et Chantecoq. 
Une autre petite route fréquemment empruntée localement est la route de Montcorbon et Villefranche vers le sud-est.

#### Transports en commun routiers
En 2016, Chuelles est desservie par la ligne régulière n°4 du réseau d'autocars interurbains Ulys qui relie Courtenay à Montargis. Cette ligne  propose un nombre de dessertes variable en fonction des jours ouvrables de la semaine. Des correspondances SNCF, avec le Transilien et le réseau Amelys sont assurées à la gare de Montargis.À compter du 1er janvier 2017, la compétence des services de transports routiers interurbains, réguliers et à la demande est transférée des départements aux régions, et donc localement du département du Loiret à la région Centre-Val de Loire, consécutivement à la loi NOTRe du 7 août 2015.

### Risques naturels et technologiques
La commune de Chuelles est vulnérable à différents aléas naturels : climatiques (hiver exceptionnel ou canicule), mouvements de terrain ou sismique (sismicité très faible). 
Entre 1989 et 2019, trois arrêtés ministériels ayant porté reconnaissance de catastrophe naturelle ont été pris pour le territoire de la commune  pour des inondations et coulées de boue.
Le territoire de la commune peut être concerné par un risque d'effondrement de cavités souterraines non connues. Une cartographie départementale de l'inventaire des cavités souterraines et des désordres de surface a été réalisée. Il a été recensé sur la commune plusieurs effondrements de cavités.
Par ailleurs le sol du territoire communal peut faire l'objet de mouvements de terrain liés à la sécheresse. Le phénomène de retrait-gonflement des argiles est la conséquence d'un changement d'humidité des sols argileux. Les argiles sont capables de fixer l'eau disponible mais aussi de la perdre en se rétractant en cas de sécheresse. Ce phénomène peut provoquer des dégâts très importants sur les constructions (fissures, déformations des ouvertures) pouvant rendre inhabitables certains locaux. Celui-ci a particulièrement affecté le Loiret après la canicule de l'été 2003. Une grande partie du territoire de la commune est soumise à un aléa « moyen » face à ce risque, selon l'échelle définie par le Bureau de recherches géologiques et minières (BRGM).
Depuis le 22 octobre 2010, la France dispose d’un nouveau zonage sismique divisant le territoire national en cinq zones de sismicité croissante. La commune, à l’instar de l’ensemble du département,  est concernée par un risque très faible.

## Politique et administration

### Découpage territorial

#### Bloc communal: Commune et intercommunalités
La paroisse et bourg de Chuelles acquiert le statut de municipalité avec le  décret du 12 novembre 1789 de l'Assemblée Nationale puis celui de « commune », au sens de l'administration territoriale actuelle, par le décret de la Convention nationale du 10 brumaire an II (31 octobre 1793). Il faut toutefois attendre la loi du 5 avril 1884 sur l'organisation municipale pour qu'un régime juridique uniforme soit défini pour toutes les communes de France, point de départ de l’affirmation progressive des communes face au pouvoir central.
Aucun événement de restructuration majeure du territoire, de type suppression, cession ou réception de territoire, n'a affecté la commune depuis sa création.
Le 1er décembre 2009, un arrêté préfectoral transforme le SIVOM du canton de Château-Renard, créé le 2 avril 1968, en Communauté de Communes de Château-Renard qui comprend dix communes dont Chuelles. La commune appartient à d'autres établissements publics de coopération intercommunale, de type syndicats ou autres regroupements intercommunaux. Le découpage territorial de ces structures est en constante évolution dans une perspective de rationalisation et d'efficience des services.
Le  1er janvier 2017, la communauté de communes du Betz et de la Cléry (CCBC) et la communauté de communes de Château-Renard (CCCR) fusionnent pour donner naissance à la communauté de communes de la Cléry, du Betz et de l'Ouanne (3CBO). À l’occasion de cette fusion, le Syndicat d’Aménagement Rural (SAR) de Château-Renard et Courtenay, totalement inclus dans le périmètre de la 3CBO, fait partie intégrante de la nouvelle entité créée.

#### Circonscriptions de rattachement
Sous l'Ancien Régime, à la veille des États généraux de 1789, la paroisse de Chuelles était rattachée sur le plan ecclésiastique de l'ancien diocèse de Sens et sur le plan judiciaire au bailliage de Montargis.
La loi du 22 décembre 1789 divise le pays en 83 départements découpés chacun en six à neuf districts eux-mêmes découpés en cantons regroupant des communes. Les districts, tout comme les départements, sont le siège d’une administration d’État et constituent à ce titre des circonscriptions administratives. La commune de Chuelles est alors incluse dans le canton de Courtenay, le district de Montargis et le département du Loiret.
La recherche d’un équilibre entre la volonté d’organiser une administration dont les cadres permettent l’exécution et le contrôle des lois d’une part, et la volonté d’accorder une certaine autonomie aux collectivités de base (paroisses, bourgs, villes) d’autre part, s’étale de 1789 à 1838. Les découpages territoriaux évoluent ensuite au gré des réformes visant à décentraliser ou recentraliser l'action de l'État. La régionalisation fonctionnelle des services de l'État (1945-1971) aboutit à la création de régions. L'acte I de la décentralisation de 1982-1983 constitue une étape importante en donnant l'autonomie aux collectivités territoriales, régions, départements et communes. L'acte II intervient en 2003-2006, puis l'acte III en 2012-2015.
Le tableau suivant présente les rattachements, au niveau infra-départemental, de la commune de Chuelles aux différentes circonscriptions administratives et électorales ainsi que l'historique de l'évolution de leurs territoires.
| Circonscription             | Nom                | Période   | Type                         | Évolution du découpage territorial |
| --------------------------- | ------------------ | --------- | ---------------------------- | --- |
| District                    | Montargis          | 1790-1795 | Administrative               | La commune est rattachée au district de Montargis de 1790 à 1795,. La Constitution du 5 fructidor an III, appliquée à partir de vendémiaire an IV (1795) supprime les districts, rouages administratifs liés à la Terreur, mais maintient les cantons qui acquièrent dès lors plus d'importance. |
| Canton                      | Courtenay          | 1790-1801 | Administrative et électorale | Le 10 février 1790, la municipalité de Chuelles est rattachée au canton de Courtenay. Les cantons acquièrent une fonction administrative avec la disparition des districts en 1795. |
| Canton                      | Château-Renard     | 1801-2015 | Administrative et électorale | Sous le Consulat, un redécoupage territorial visant à réduire le nombre de justices de paix ramène le nombre de cantons dans le Loiret de 59 à 31. Chuelles est alors rattachée par arrêté du 9 vendémiaire an X (30 septembre 1801) au canton de Château-Renard qui comprend désormais dix communes contre sept antérieurement,. |
| Canton                      | Courtenay          | 2015-     | Électorale                   | La loi du 17 mai 2013 et ses décrets d'application publiés en février et mars 2014 introduisent un nouveau découpage territorial pour les élections départementales. La commune est alors rattachée au nouveau canton de Courtenay. Depuis cette réforme, plus aucun service de l'État n'exerce sa compétence sur un territoire s'appuyant sur le nouveau découpage cantonal. Le canton a disparu en tant que circonscription administrative de l'État ; il est désormais uniquement une circonscription électorale destinée à l'élection d'un binôme de conseillers départementaux siégeant au conseil départemental. |
| Arrondissement              | Montargis          | 1801-     | Administrative               | Chuelles est rattachée à l'arrondissement de Montargis depuis sa création en 1801,. |
| Circonscription législative | 4e circonscription | 2010-     | Électorale                   | Lors du découpage législatif de 1986, le nombre de circonscriptions législatives passe dans le Loiret de 4 à 5. Un nouveau redécoupage intervient en 2010 avec la loi du 23 février 2010. En attribuant un siège de député « par tranche » de 125 000 habitants, le nombre de circonscriptions par département varie désormais de 1 à 21,. Dans le Loiret, le nombre de circonscriptions passe de cinq à six. La réforme n'affecte pas Chuelles qui reste rattachée à la quatrième circonscription. |

#### Collectivités de rattachement
La commune de Chuelles est rattachée au département du Loiret et à la région Centre-Val de Loire, à la fois circonscriptions administratives de l'État et collectivités territoriales.

### Politique et administration municipales

#### Conseil municipal et maire
Depuis les élections municipales de 2014, le conseil municipal  de Chuelles, commune de plus de 1 000 habitants, est élu au scrutin proportionnel de liste à deux tours (sans aucune modification possible de la liste),  pour un mandat de six ans renouvelable. Il est composé de 15 membres. L'exécutif communal est constitué par le maire, élu par le conseil municipal, parmi ses membres, pour un mandat de six ans, c'est-à-dire pour la durée du mandat du conseil.
| Période                                  | Période  | Identité        | Étiquette | Qualité                                                             |
| ---------------------------------------- | -------- | --------------- | --------- | ------------------------------------------------------------------- |
| 2008                                     | 2014     | Annie Choupot   |           |                                                                     |
| mars 2014                                | En cours | Stéphane Hamon, | DVD       | Professeur des écoles ou instituteur ou assimilé (11 ans de mandat) |
| Les données manquantes sont à compléter. |          |                 |           |                                                                     |

## Équipements et services

### Environnement

#### Gestion des déchets
En 2016, la commune est membre du syndicat d'aménagement rural (SAR) des cantons de Courtenay et Château-Renard. Celui-ci assure la collecte et le traitement des ordures ménagères résiduelles en porte à porte, des emballages ménagers recyclables, des journaux-magazines et du verre en points d’apport volontaire. Un réseau de trois déchèteries accueille les encombrants et autres déchets spécifiques (déchets verts, déchets dangereux, gravats, ferrailles, cartons, cartouches/capsules, déchets dangereux). La déchèterie la plus proche est située sur la commune de Courtenay. Le SAR n’assure pas le traitement, ni la valorisation des déchets collectés qui sont effectués par le SMIRTOM et différents prestataires. Le SMIRTOM de Montargis procède à l'élimination et la valorisation énergétique des déchets ménagers dans l'unité d'Amilly, construite en 1969. Une convention de délégation du service public de traitement a été conclue en 2013 avec la société Novergie Centre, filiale énergie du Groupe Suez pour la valorisation énergétique des déchets.
Depuis le 1er janvier 2017, la « gestion des déchets ménagers » ne fait plus partie des compétences de la commune mais est une compétence obligatoire de la communauté de communes de la Cléry, du Betz et de l'Ouanne (3CBO) en application de la loi NOTRe du 7 août 2015. À l'occasion de la création de la 3CBO, le Syndicat d’Aménagement Rural (SAR) de Château-Renard et Courtenay, totalement inclus dans le périmètre de cette nouvelle structure, est dissout par arrêté préfectoral du 28 décembre 2016 et les personnels, biens et équipements font désormais partie intégrante de la nouvelle communauté de communes.

#### Production et distribution d'eau
Le service public d’eau potable est une compétence obligatoire des communes depuis l’adoption de la loi du 30 décembre 2006 sur l’eau et les milieux aquatiques. Au 31 décembre 2016, la production et la distribution de l'eau potable sur le territoire communal sont assurées par le syndicat des eaux de la Cléry et du Betz, un syndicat créé en 2013 desservant quinze communes : Bazoches-sur-le-Betz, Le Bignon-Mirabeau, Chantecoq, La Chapelle-Saint-Sépulcre, Chevannes, Chevry-sous-le-Bignon, Chuelles, Courtemaux, Ervauville, Foucherolles, Griselles, Louzouer, Mérinville, Pers-en-Gâtinais, Rosoy-le-Vieil, Saint-Hilaire-les-Andrésis, Saint-Loup-de-Gonois, La Selle-en-Hermoy, La Selle-sur-le-Bied, Thorailles,,.
La loi NOTRe du 7 août 2015 prévoit que le transfert des compétences « eau et assainissement » vers les communautés de communes sera obligatoire à compter du 1er janvier 2020. Le transfert d’une compétence entraîne  de  facto la mise à disposition gratuite de plein droit des biens, équipements et services publics utilisés, à la date du transfert, pour l'exercice de ces compétences et la substitution de la communauté dans les droits et obligations des communes,.

#### Assainissement
La compétence assainissement, qui recouvre obligatoirement la collecte, le transport et l’épuration des eaux usées, l’élimination des boues produites, ainsi que le contrôle des raccordements aux réseaux publics de collecte, est assurée  par la commune elle-même.
La commune est raccordée à une station d'épuration située sur le territoire communal, mise en service le 1er janvier 1987 et dont la capacité nominale de traitement est de  817 EH, soit 105 m3/jour. Cet équipement utilise un procédé d'épuration biologique dit « à boues activées ». Son exploitation est assurée en 2017 par Chuelles             ,.
L’assainissement non collectif (ANC) désigne les installations individuelles de traitement des eaux domestiques qui ne sont pas desservies par un réseau public de collecte des eaux usées et qui doivent en conséquence traiter elles-mêmes leurs eaux usées avant de les rejeter dans le milieu naturel. Le Syndicat mixte d'Aménagement Rural des cantons de Courtenay et de Château-Renard a créé un service public d'assainissement non collectif (SPANC) qui a pour missions la vérification de la conception et de l’exécution des ouvrages pour les installations neuves ou réhabilitées et la vérification périodique du bon fonctionnement et de l’entretien des installations existantes,. Depuis le 1er janvier 2017, le SPANC est assuré par la 3CBO, dont la création a été accompagnée de la dissolution du Syndicat d’Aménagement Rural (SAR) de Château-Renard et Courtenay.

## Population et société

### Démographie
L'évolution du nombre d'habitants est connue à travers les recensements de la population effectués dans la commune depuis 1793. Pour les communes de moins de 10 000 habitants, une enquête de recensement portant sur toute la population est réalisée tous les cinq ans, les populations de référence des années intermédiaires étant quant à elles estimées par interpolation ou extrapolation. Pour la commune, le premier recensement exhaustif entrant dans le cadre du nouveau dispositif a été réalisé en 2007.
En 2022, la commune comptait 1 230 habitants, en évolution de +3,36 % par rapport à 2016 (Loiret : +1,89 %, France hors Mayotte : +2,11 %).
| 1793  | 1800  | 1806  | 1821  | 1831  | 1836  | 1841  | 1846  | 1851  |
| ----- | ----- | ----- | ----- | ----- | ----- | ----- | ----- | ----- |
| 1 220 | 1 321 | 1 283 | 1 440 | 1 471 | 1 504 | 1 504 | 1 507 | 1 518 |

| 1856  | 1861  | 1866  | 1872  | 1876  | 1881  | 1886  | 1891  | 1896  |
| ----- | ----- | ----- | ----- | ----- | ----- | ----- | ----- | ----- |
| 1 530 | 1 658 | 1 726 | 1 640 | 1 518 | 1 462 | 1 509 | 1 504 | 1 478 |

| 1901  | 1906  | 1911  | 1921  | 1926  | 1931  | 1936 | 1946 | 1954 |
| ----- | ----- | ----- | ----- | ----- | ----- | ---- | ---- | ---- |
| 1 388 | 1 276 | 1 259 | 1 086 | 1 103 | 1 069 | 970  | 930  | 884  |

| 1962 | 1968 | 1975 | 1982 | 1990 | 1999 | 2006  | 2007  | 2012  |
| ---- | ---- | ---- | ---- | ---- | ---- | ----- | ----- | ----- |
| 795  | 756  | 725  | 749  | 775  | 917  | 1 072 | 1 095 | 1 173 |

| 2017  | 2022  | - | - | - | - | - | - | - |
| ----- | ----- | - | - | - | - | - | - | - |
| 1 196 | 1 230 | - | - | - | - | - | - | - |

## Économie
Pétrole
Chuelles est située au cœur d'une zone regroupant trois communes, consacrée à l'extraction du pétrole, ce qui contribua à lui donner le nom de « Texas français ». Cette production de 40 000 t par an (4,4 % de la production nationale ) provient d'une centaine de puits s'étendant de Château-Renard à Saint-Firmin-des-Bois et plongeant à - 640 m. Le pétrole est acheminé par camions citerne vers la raffinerie de Grandpuits qui est située en Seine-et-Marne à 57 kilomètres de Paris et qui fut mise en service en 1966. La concession pour l'extraction du pétrole date de 1964 et a été renouvelée en 2011 (pour 25 ans) pour une surface exploitable de 42 km²  et 850 barils /jours pour des réserves estimées à 6,3 millions de barils. Les puits sont exploités actuellement par la société Canadienne "Vermilion". La zone ne semble pas devoir être étendue dans l'immédiat malgré quelques forages exploratoires.

## Patrimoine

### Lieux et monuments
- L'intersection du 48e parallèle nord et du 3e méridien à l'est de Greenwich se trouve sur le territoire de la commune[95].
- Le menhir de Chuelles, au lieu-dit La Duranterie. Autre nom : menhir de Traîne-Cul (cf. Inventaire de Francis-Cahuzac).
- Un dolmen est également signalé au sud de la Duranterie, mais il s'agit peut-être d'un seul et même monument ?

## Personnalités liées à la commune
- Anne-Louis Girodet de Roussy-Trioson (1767-1824), peintre français, a demeuré à Chuelles, au lieu-dit  Verger.

Lettre de Girodet à une certaine madame Robert :
Au Bourgoin, près Montargis, 12 mai 1821 : Une autre raison qui me fait souhaiter de vous voir arriver ici prochainement, c'est que mon plan de campagne est arrangé pour aller passer le mois de juin dans ma solitude du Verger, à quatre lieues d'ici. Je ne pourrais vous y recevoir avec le même agrément qu'au Bourgoin, le Verger n'étant qu'une maison de paysan rhabillée et loin de la ville. Autographe publié par Pierre Alexandre Coupin, Œuvres posthumes de Girodet-Trioson, peintre d'histoire, suivie de sa correspondance, Paris, Renouard, 1829, tome 2, p. 347.
Lettre de Girodet à la même personne :
Au Verger, ce 16 juin (1821) : Vedi Napoli, e poi Mori ! voilà ce que disent les Napolitains. C'est qu'ils n'ont pas vu le Verger dans sa parure du printemps... Idem, p. 349.
- Mady Moreau (1928-1995), plongeuse, vice-championne olympique, championne d'Europe et sept fois championne de France, est décédée à Chuelles.

## Sports
- Football : AS Chuelles[96].